# Ийзу (миза)
Миза Ийзу (ест. Õisu mõis, нім. Eusekull), заснована в середині XVI ст., в 1744 р. була подарована російською імператрицею Єлізаветою Петрівною вдові адмірала Петера фон Сіверса.
Мизу було побудовано як представницький комплекс в часи Фрідриха Вільгельма фон Сіверса в 60-70-ті роки XVIII ст. В 1767 р. звели одноповерховий пізньобарочний будинок з високим цоколем. Навпроти, на протилежній стороні «кола пошани» була збудована дугоподібна клуня і конюшня-каретня, фасад яких прикрашають дерев'яні колонади з бароковими різними капітелями. Парк позаду мизи було оформлено у вигляді терас, що сходили до озера Ийзу. В XIX ст. панський будинок було частково перебудовано в стилі класицизму, а фасад було прикрашено портиком. Мармурові статуї Юстиції та Пруденції XVIII ст., що прикрашали портик, збереглися.
У мизі, експроприйованій в 1919 р. у Альфреда фон Сіверса, в 1922 р. було засновано школу молочного господарства, наступниця якої діє в ній і по нині.

Зображення
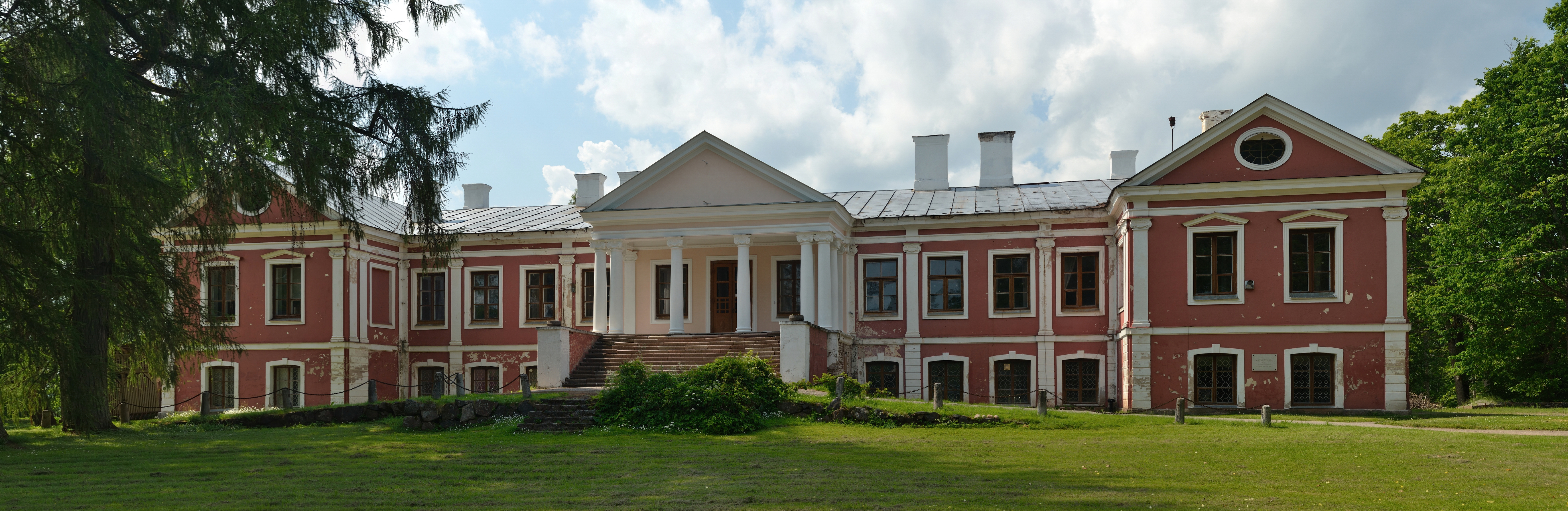
Миза Ийзу
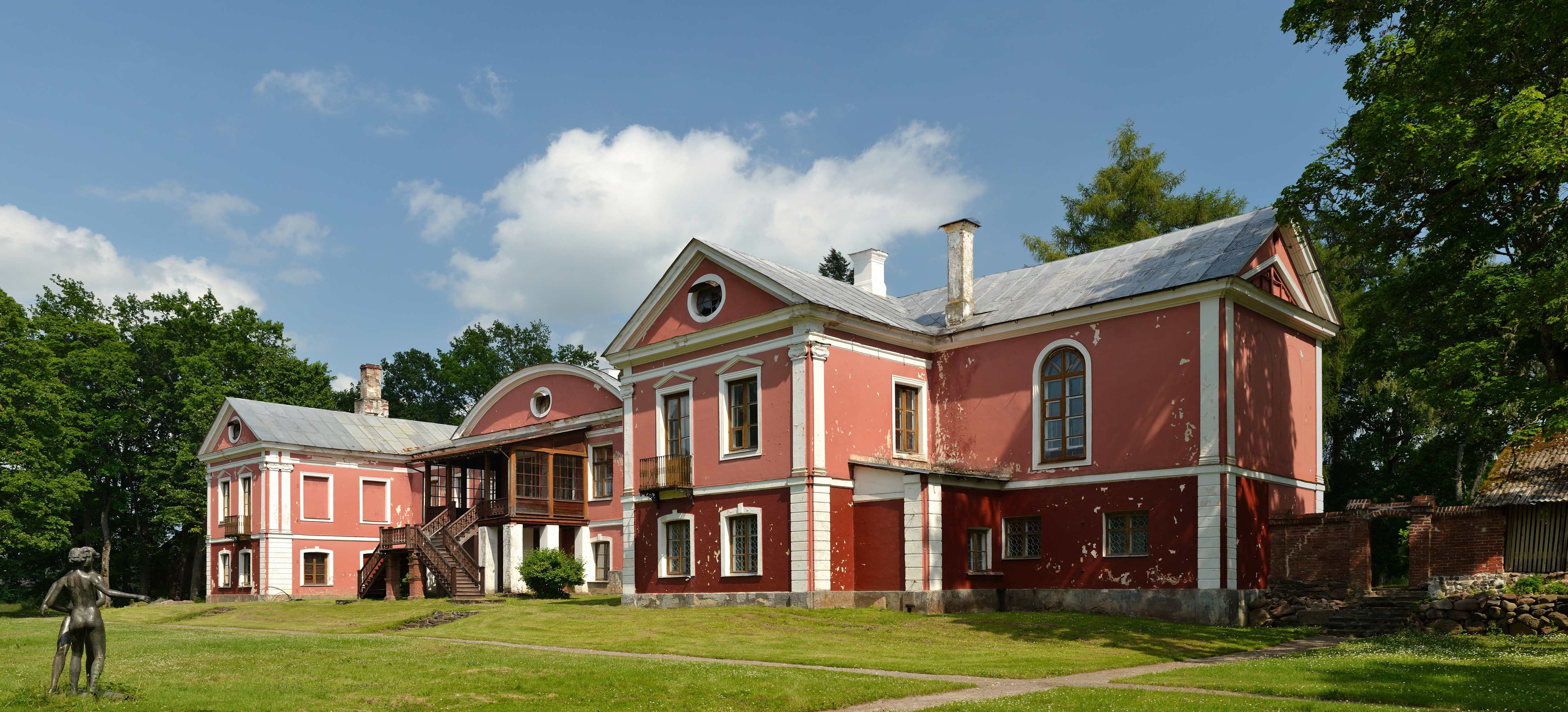
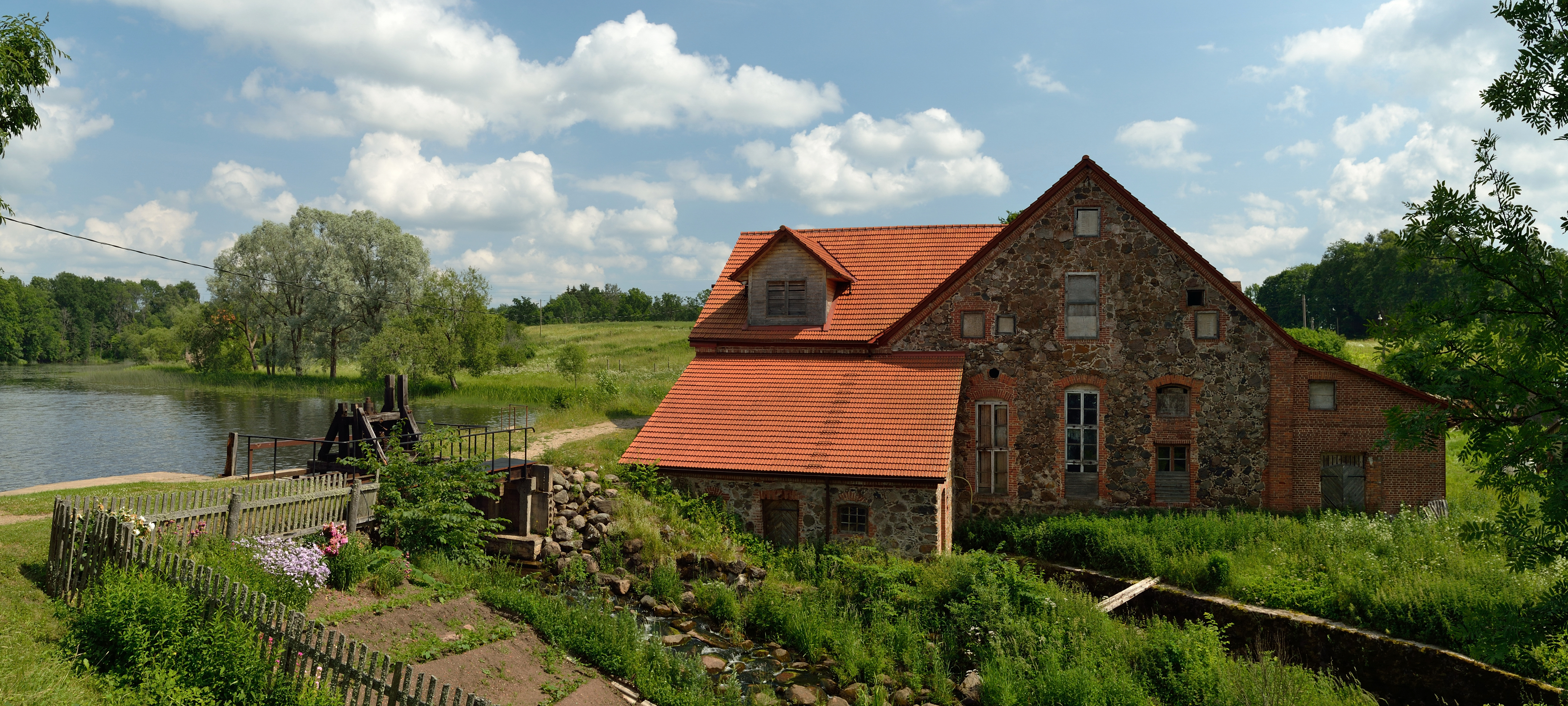
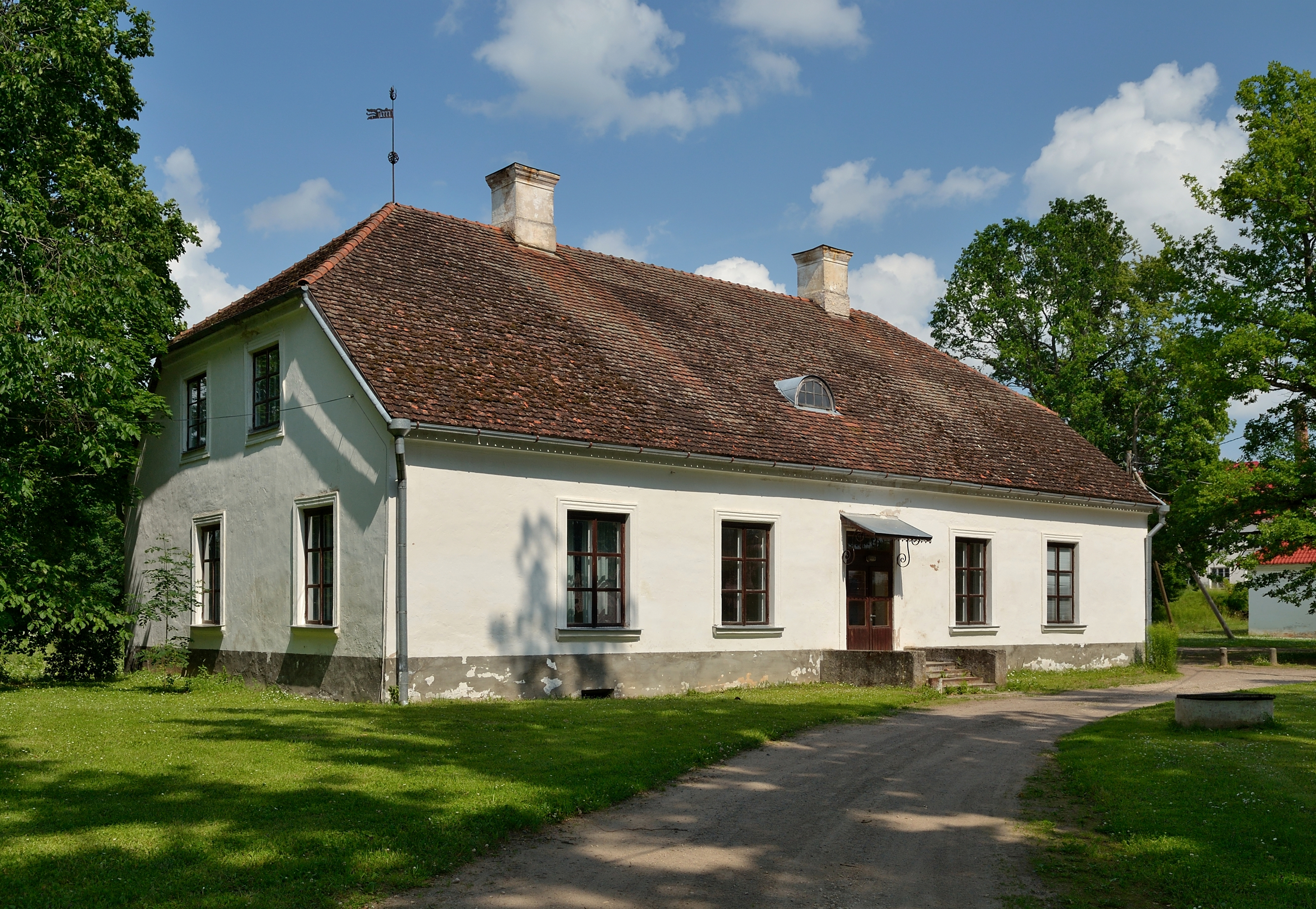